# Канада на летних Олимпийских играх 1972
Канада принимала участие в Летних Олимпийских играх 1972 года в Мюнхен (ФРГ) в шестнадцатый раз за свою историю, и завоевала три бронзовые, две серебряные медали. Сборную страны представляли 50 женщин.

## 02!Серебро
- Плавание, мужчины, 100 метров, баттерфляй — Брюс Робертсон.
- Плавание, женщины, 400 метров — Лесли Клифф.

## 03!Бронза
- Плавание, женщины, 200 метров, на спине — Донна Гурр.
- Плавание, мужчины, 4х100 метров, эстафета — Брюс Робертсон, Эрик Фиш, Вильям Махони, Роберт Кастинг.
- Парусный спорт (Солинг), мужчины — Дэвид Миллер, Джон Экельс, Пол Коте.

## Результаты соревнований

### Академическая гребля
В следующий раунд из каждого заезда проходили несколько лучших экипажей (в зависимости от дисциплины). В финал A выходили 6 сильнейших экипажей, ещё 6 экипажей, выбывших в полуфинале, распределяли места в финале B.
Мужчины
| Соревнование | Спортсмены                     | Предварительный заезд | Предварительный заезд | Предварительный заезд | Отборочный заезд | Отборочный заезд | Отборочный заезд | Полуфинал             | Полуфинал             | Полуфинал             | Финал                 | Финал                 | Итоговое место        |                       |
| Соревнование | Спортсмены                     | Заезд                 | Время                 | Место                 | Заезд            | Время            | Место            | Заезд                 | Время                 | Место                 | Время                 | Место                 | Итоговое место        |                       |
| ------------ | ------------------------------ | --------------------- | --------------------- | --------------------- | ---------------- | ---------------- | ---------------- | --------------------- | --------------------- | --------------------- | --------------------- | --------------------- | --------------------- | --------------------- |
| двойки       | Эндрю ван Рёйвен Ричард Симсик | 4                     | 7:46,90               | 4                     | 3                | 7:45,71          | 3                | завершили выступление | завершили выступление | завершили выступление | завершили выступление | завершили выступление | завершили выступление | завершили выступление |

### Конный спорт

#### Троеборье
| Соревнование              | Спортсмены                                          | Выездка   | Выездка | Кросс     | Кросс | Конкур               | Конкур               | Всего     | Всего |
| Соревнование              | Спортсмены                                          | Результат | Место   | Результат | Место | Результат            | Место                | Результат | Место |
| ------------------------- | --------------------------------------------------- | --------- | ------- | --------- | ----- | -------------------- | -------------------- | --------- | ----- |
| индивидуальное первенство | Клинтон Банбери на Paladin                          | -70,00    | 60      | DNF       | DNF   | Завершил выступление | Завершил выступление | —         | —     |
| командное первенство      | Джеймс Генри Венди Ирвинг Клинтон Банбери Робин Хан | -191,33   | 15      | -40,80    | 14    | DNF                  | DNF                  | —         | —     |